# Carmen Tartarotti
Carmen Tartarotti (* 5. Oktober 1950 in Latsch) ist eine deutschsprachige, aus Südtirol stammende Autorenfilmerin.

## Leben
Carmen Tartarotti verbrachte ihre Jugend im Vinschgau in Südtirol (Italien). Von 1963 bis 1971 besuchte sie die Frauenoberschule in Meran. Nach dem Abitur studierte sie von 1972 bis 1973 in Marburg und anschließend in Frankfurt am Main Germanistik und Politik. Während des Studiums arbeitete sie in verschiedenen Projekten mit italienischen Gastarbeitern und politischen Emigranten. Nach dem Magisterabschluss 1978 absolvierte sie ein Praktikum beim Hessischen Rundfunk und arbeitete als freie Mitarbeiterin in der Fernsehredaktion Kultur. Mit einer Förderung des Bundesministerium des Innern (BMI) realisierte sie 1980 ihren ersten experimentellen Kurzfilm „Kribus-Krabus-Domine“. Der Film stellte den Beginn ihrer selbstständigen Tätigkeit als Filmemacherin dar. 2019 wurde er im Rahmen der Retrospektive „Selbstbestimmt. Perspektiven von Filmemacherinnen“ auf der Berlinale gezeigt. Carmen Tartarotti arbeitet als freie Autorin, Regisseurin und Produzentin in Frankfurt, Meran und Berlin.

## Auszeichnungen und Nominierungen
- 2016 Preis für den besten Dokumentarfilm für Wir können nicht den hellen Himmel träumen Filmfestival "Bergamo Filmmeeting", I-Bergamo
- 2014 Preis für den besten Dokumentarfilm für Wir können nicht den hellen Himmel träumen Filmfestival "Der neue Heimatfilm", A-Freistadt
- 2014 Publikumspreis der Stadt Bozen für Wir können nicht den hellen Himmel träumen
- 2010 Deutscher Filmpreis Vornominierung für Das Schreiben und das Schweigen
- 2010 Lichter Filmpreis für Das Schreiben und das Schweigen
- 2010 Preis der deutschen Filmkritik Nominierung für Das Schreiben und das Schweigen
- 2012 Filmplus Bild-Kunst Schnitt Preis Nominierung für Das Schreiben und das Schweigen
- 2011 'LOLA@Berlinale' mit Das Schreiben und das Schweigen
- 2010 “Unsere Medaillen” Tagesspiegel Berlin Silber für Das Schreiben und das Schweigen
- 2009 Hessischer Filmpreis für Das Schreiben und das Schweigen
- 1993 Internationale Biennale film+arc.graz Arch+ Filmstein Gold für Paradiso del Cevedale
- 1992 Förderpreis “Walther von der Vogelweide” für Paradiso del Cevedale
- 1991 Filmpreis der Stadt München: „LiteraVision“ für 1 Häufchen Blume 1 Häufchen Schuh
- 1980 Prädikat „Besonders wertvoll“ der Deutschen Film- und Medienbewertungsstelle (FBW) für Kribus-Krabus-Domine

## Werke
- Wir können nicht den hellen Himmel träumen, Dokumentarfilm 2014[3][4][5]
- Das Schreiben und das Schweigen – Die Schriftstellerin Friederike Mayröcker, Dokumentarfilm, 2009[6][7]
- Zwischen Grant und Elend, Dokumentarfilm, 2006
- Videoinstallation im Bergbaumuseum Ahrntal / Südtirol, 2000
- Wunder über Wunder, Filmserie in 11 Folgen mit dem Kunsthistoriker Leo Andergassen, 1996
- Ganzallerliebst – Vom Mythos der Kurstadt Meran, Dokumentarfilm, 1994
- Paradiso del Cevedale, Dokumentarfilm, 1993
- 1 Häufchen Blume 1 Häufchen Schuh, Filmportrait über F. Mayröcker, Co-Regie: Bodo Hell, 1989
- Wenn die Schwalben ziehen, Drehbuch für einen Kinderfilm, 1988
- Die Kunst ist gegen den Körper des Künstlers gerichtet, Filmportrait, Co-Regie: Ria Endres, 1987
- Jedes Haar wirft seinen Schatten, TV-Film für den Hessischen Rundfunk, 1985
- Da capo al fine, Kurzspielfilm, 1983
- Kribus-Krabus-Domine, Kurzspielfilm, 1980